# Ocean Vuong
Ocean Vuong, né Vương Quốc Vinh le 14 octobre 1988 à Hô Chi Minh-Ville, au Viêt Nam, est un poète, romancier et essayiste américain.
En 2016, Vuong obtient le prix Whiting (en) en poésie pour son recueil de poésie Night Sky with Exit Wounds. Il obtient aussi le prix T.S. Eliot en 2017 pour le même recueil.
Il est l'auteur d'un roman autobiographique paru en 2019, Un bref instant de splendeur (On Earth We’re Briefly Gorgeous), qui explore le trauma lié à ses origines. Ce livre, considéré comme le meilleur de l'année par le Washington Post, est un succès commercial.

## Ouvrages traduits en français
- Le temps est une mère, recueil de poèmes, 2023, Gallimard (ISBN 978-2072958021)
- Un bref instant de splendeur, roman, 2021, Gallimard  (ISBN 978-2072835964)[3],[4]
- Ciel de nuit blessé par balles, recueil de poèmes, 2018, Éditions mémoire encrier  (ISBN 978-2897125073)